# Sluten differentialform
En differentialform {\displaystyle \omega =u_{1}({\bar {x}})dx_{1}+u_{2}({\bar {x}})dx_{2}+\cdots +u_{k}({\bar {x}})dx_{k}} av klass {\displaystyle {\textbf {C}}^{1}} (minst en gång kontinuerligt deriverbar) säges vara sluten om
{\displaystyle {\frac {\partial u_{i}}{\partial x_{j}}}={\frac {\partial u_{j}}{\partial x_{i}}}}
eller, i annan formalism, om {\displaystyle d\omega =0}. d betecknar här den yttre derivatan. Notera att om {\displaystyle \omega } är en k-form är {\displaystyle d\omega } en k+1-form.
Vi ser att en differentialform i {\displaystyle {\textbf {R}}^{3}} är sluten om och endast om det motsvarande vektorfältet är rotationsfritt ({\displaystyle \nabla \times {\bar {u}}=0}).

## Relation mellan slutna och exakta differentialformer
En exakt differentialform är alltid sluten, eftersom {\displaystyle d^{2}\omega =0} för varje differentialform {\displaystyle \omega }.
I ett enkelt sammanhängande område, och i synnerhet i ett stjärnformat område, är varje sluten differentialform exakt enligt Poincarés lemma.
I allmänhet gäller dock inte att varje sluten differentialform är exakt, och inom topologi studeras detta med hjälp av de Rhamkohomologi.

## de Rhamkohomologi
Låt M vara en mångfald, och låt mängden av k-former på M betecknas med {\displaystyle \Omega (M)}. Vi låter nu {\displaystyle d_{k}} beteckna den yttre derivatan, verkande på k-former på M:
{\displaystyle d_{k}:\Omega ^{k}(M)\rightarrow \Omega ^{k+1}(M)}
Den k:te de Rhamkohomologigruppen {\displaystyle H_{dR}^{k}(M)} definieras nu som {\displaystyle {\frac {\ker(d_{k})}{im(d_{k-1})}}}, eller med andra ord mängden av slutna differentialformer modulo exakta former.
Exempel: För en n-sfär {\displaystyle \mathbf {S} ^{n}} gäller att {\displaystyle H_{dR}^{0}(S^{n})\cong H_{dR}^{n}(S^{n})\cong \mathbb {R} }, medan {\displaystyle H_{dR}^{k}(S^{n})=0} för alla andra k. För sådana k är alltså alla slutna differentialformer exakta.